# Fiat 1500

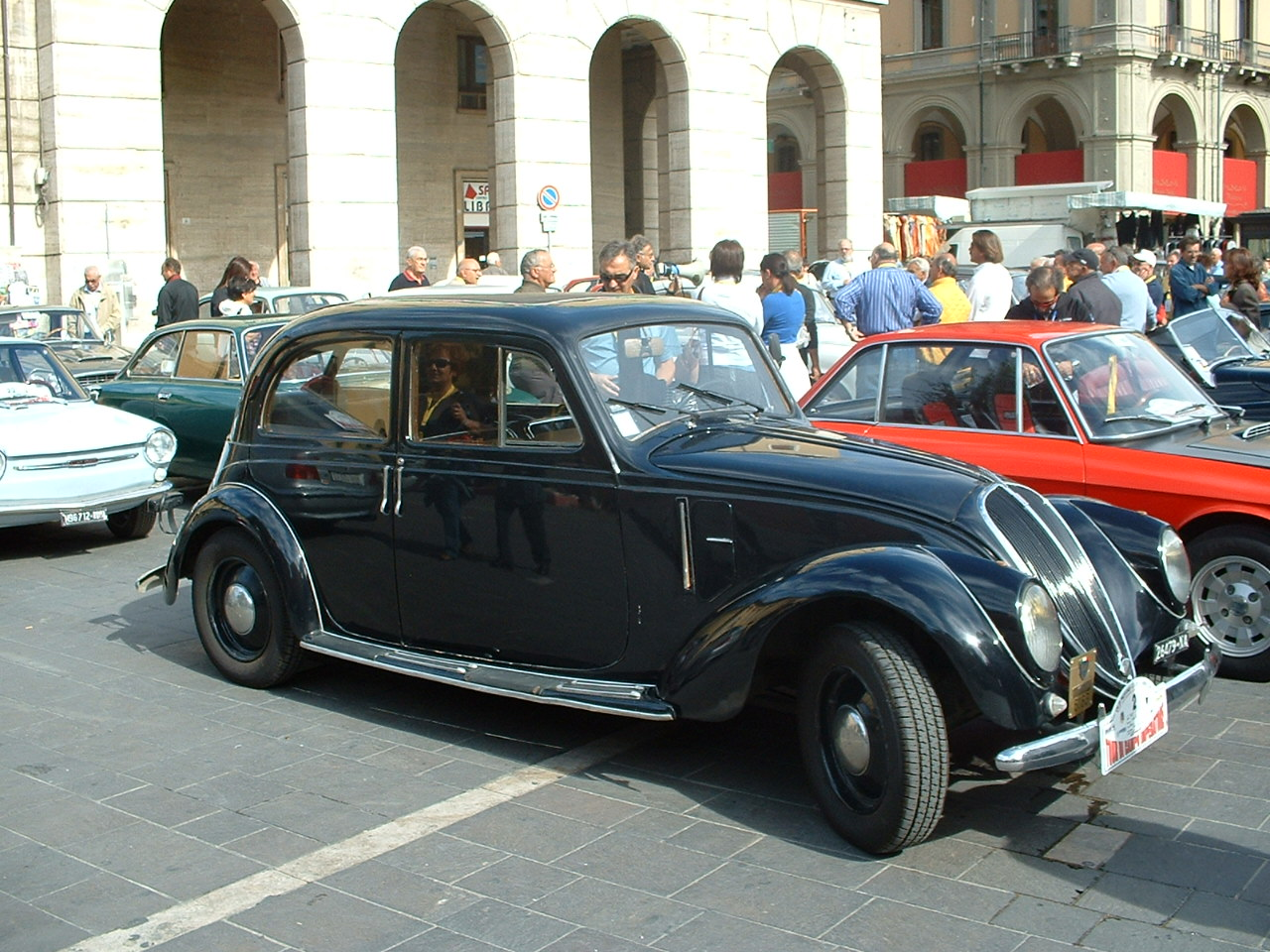
Fiat 1500 B (1935–1948)

Es gab drei Wagen mit der Bezeichnung Fiat 1500. Das erste Modell wurde von 1935 bis 1950 gebaut. Das zweite Modell erschien 1961 und wurde, je nach Motorgröße, Fiat 1300 oder Fiat 1500 genannt. Parallel zu diesem gab es ab 1963 noch ein größeres Modell mit der Bezeichnung Fiat 1500 L. Es war ein Fiat 1800 mit dem Vierzylindermotor des kleineren Modells.

## Fiat 1500 (1935–1950)
Bereits vor dem Zweiten Weltkrieg wurde ein Fiat 1500 hergestellt, und zwar als Fiat 1500/1500 B/1500 C von 1935 bis 1948. Das Mittelklassefahrzeug mit Zentralkastenrahmen gab es als zwei- und viertürige Limousine und als zweitüriges Cabriolet. Die Fahrzeuge hatten einen 6-Zylinder-Reihenmotor mit 1493 cm³ Hubraum und einer Leistung von 33 kW. Die Kraft wurde über ein 4-Gang-Getriebe mit Schalthebel in der Wagenmitte an die Hinterräder weitergeleitet. Die Höchstgeschwindigkeit betrug 114 km/h.
1948 erschien das Modell 1500 D mit auf 34,5 kW erhöhter Leistung. Die Höchstgeschwindigkeit steigerte sich geringfügig auf 115 km/h. Das nachfolgende Modell 1500 E (mit Lenkradschaltung, Höchstgeschwindigkeit 120 km/h) wurde schon 1950 eingestellt. Nachfolger war der Fiat 1400.

## Fiat 1500 (1961–1967)
Im Spätherbst 1961 erschienen als Nachfolger des Fiat 1200 Granluce mit einer neuen Karosserie die viertürigen Limousinen (und ein fünftüriger Kombi mit dem Namen Familiare) Fiat 1300 und 1500, die bis Ende 1966 bzw. Ende 1967 gebaut wurden.
Als Vertreter der sogenannten „Corvair-Linie“ entsprachen beide mit der umlaufenden, stark betonten Seitenlinie (Badewannen-Form) dem Zeitgeschmack (vgl. NSU Prinz 4, 1000, Chevrolet Corvair). Der Motor des Modells 1500 war ein Reihenmotor mit 1481 cm³ Hubraum und einer Leistung von anfänglich 49 kW. Das 4-Gang-Getriebe wurde der seinerzeitigen Mode entsprechend vom Lenkrad aus geschaltet. Seine Höchstgeschwindigkeit betrug 150 km/h.
Schon im Sommer 1964 erfolgte die erste Überarbeitung, der 1500 mutierte zum 1500 C, was durch eine Verlängerung der Karosserie um 10 cm und damit des Radstandes und der hinteren Türen für mehr Beinfreiheit hinten sorgte. Jetzt leistete der 1,5-l-Motor 75 PS und fuhr damit bis zu 155 km/h schnell. Hinzu kamen ein veränderter Kühlergrill und größere Heckleuchten. Der 1500 blieb jedoch als Familiare äußerlich und der 1300 als Limousine und Familiare optisch als auch technisch unverändert. Der 1300 hatte immer 60 PS und fuhr 140 km/h. In Deutschland war der 1500 das weitaus häufiger verkaufte Modell.
Ebenfalls gleich motorisiert waren das von Herbst 1963 bis Ende 1967 hergestellte zweitürige 1500 Cabriolet und das 1500 Coupé (beide identisch entworfen von Pininfarina), die ab 1965 anstatt mit einem 4-Gang-Getriebe mit einem 5-Gang-Getriebe (beide Mittelschaltung) ausgestattet waren. Deren Höchstgeschwindigkeit lag mit 67 PS bei 160 km/h, mit 75 PS (ab Ende 64) bei 165 km/h. Das Nachfolgemodell war der Fiat 124 Spider bzw. das Fiat 124 Coupé.

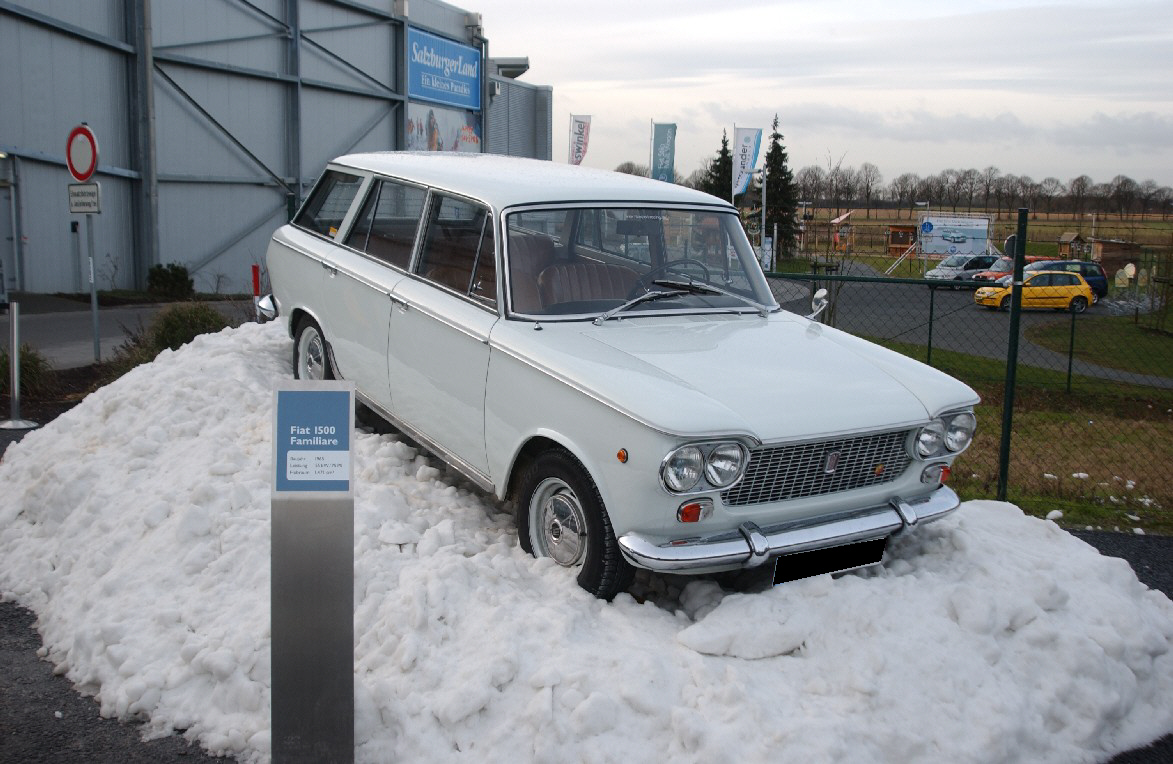
Fiat 1500 Familiare (1961–1966)
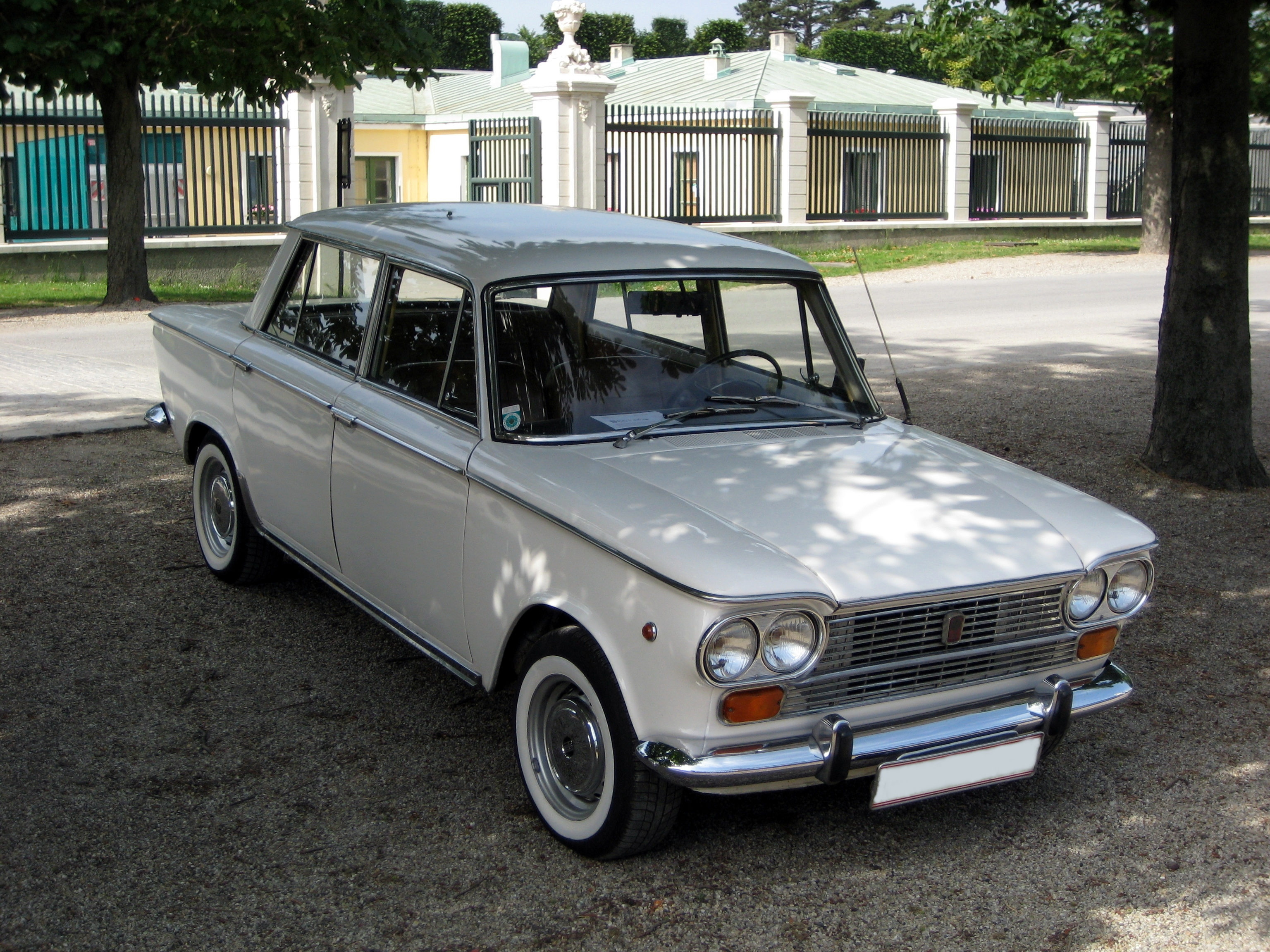
Fiat 1500 C (1964–1967)
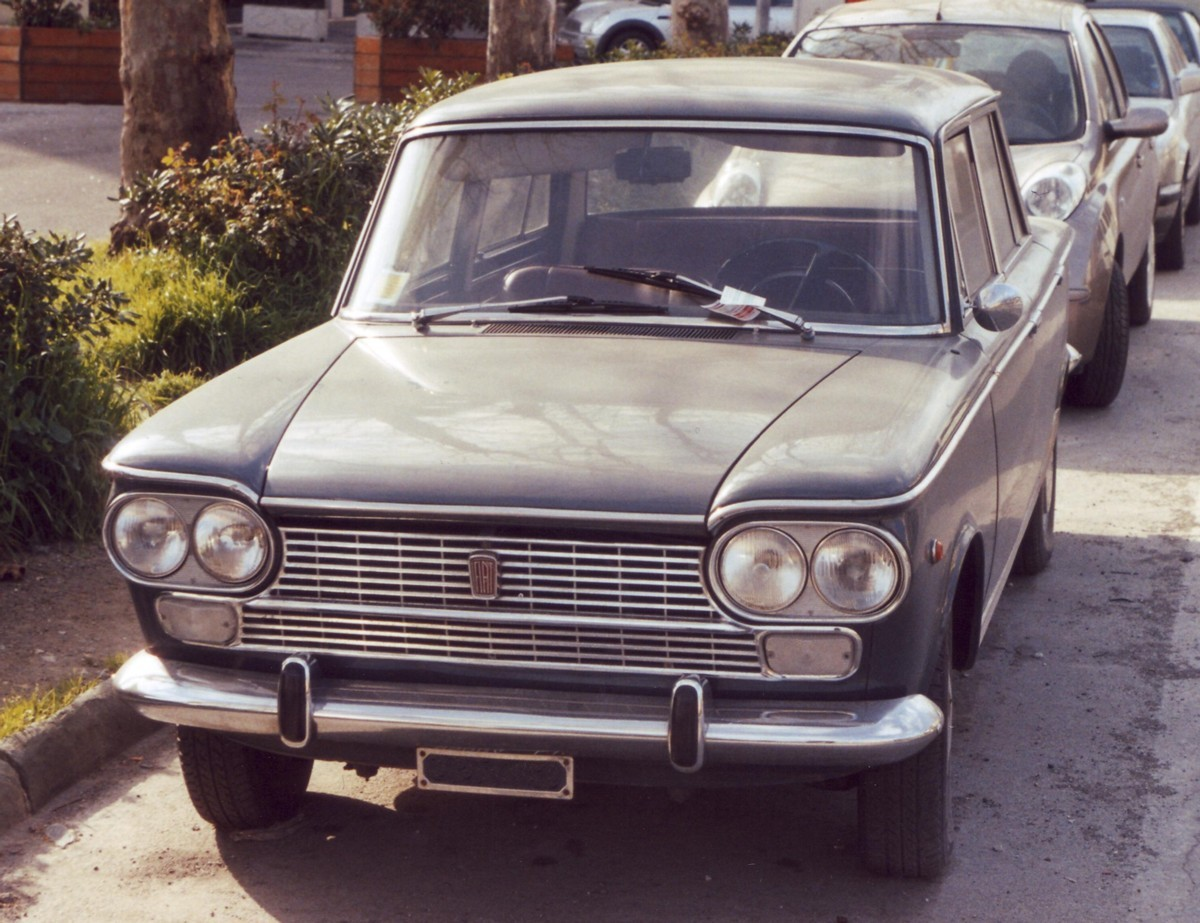
Fiat 1500 C (1964–1967)
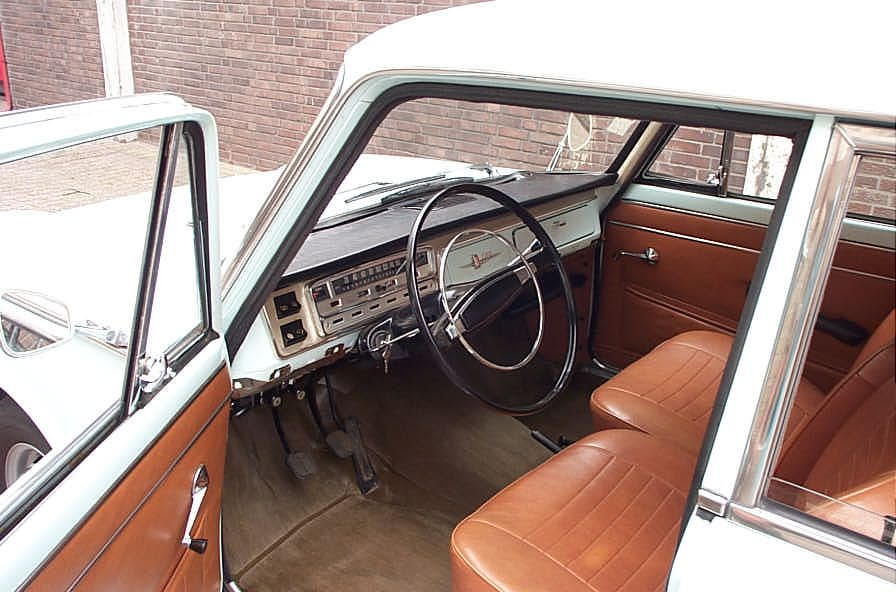
Innenraum des 1500 C
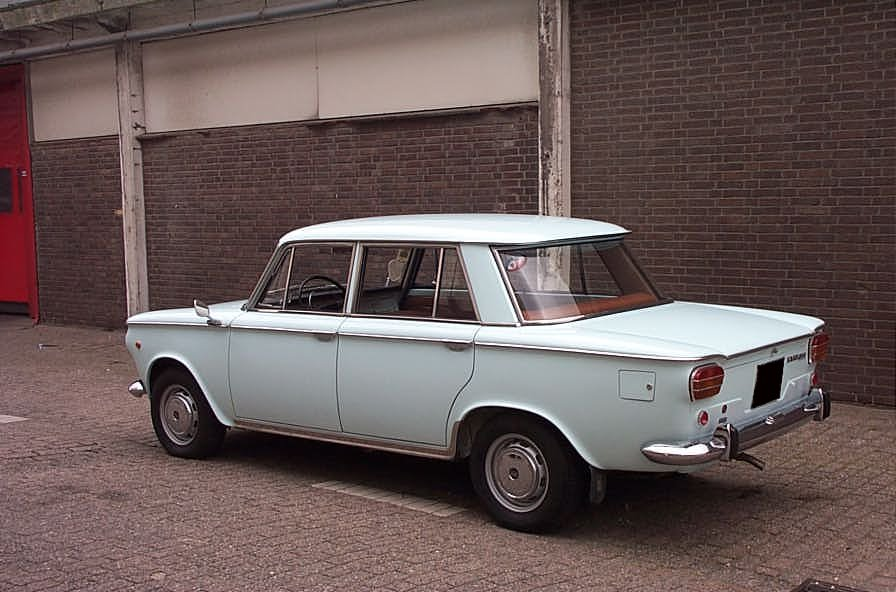
Heck des 1500 C (1964–1967)
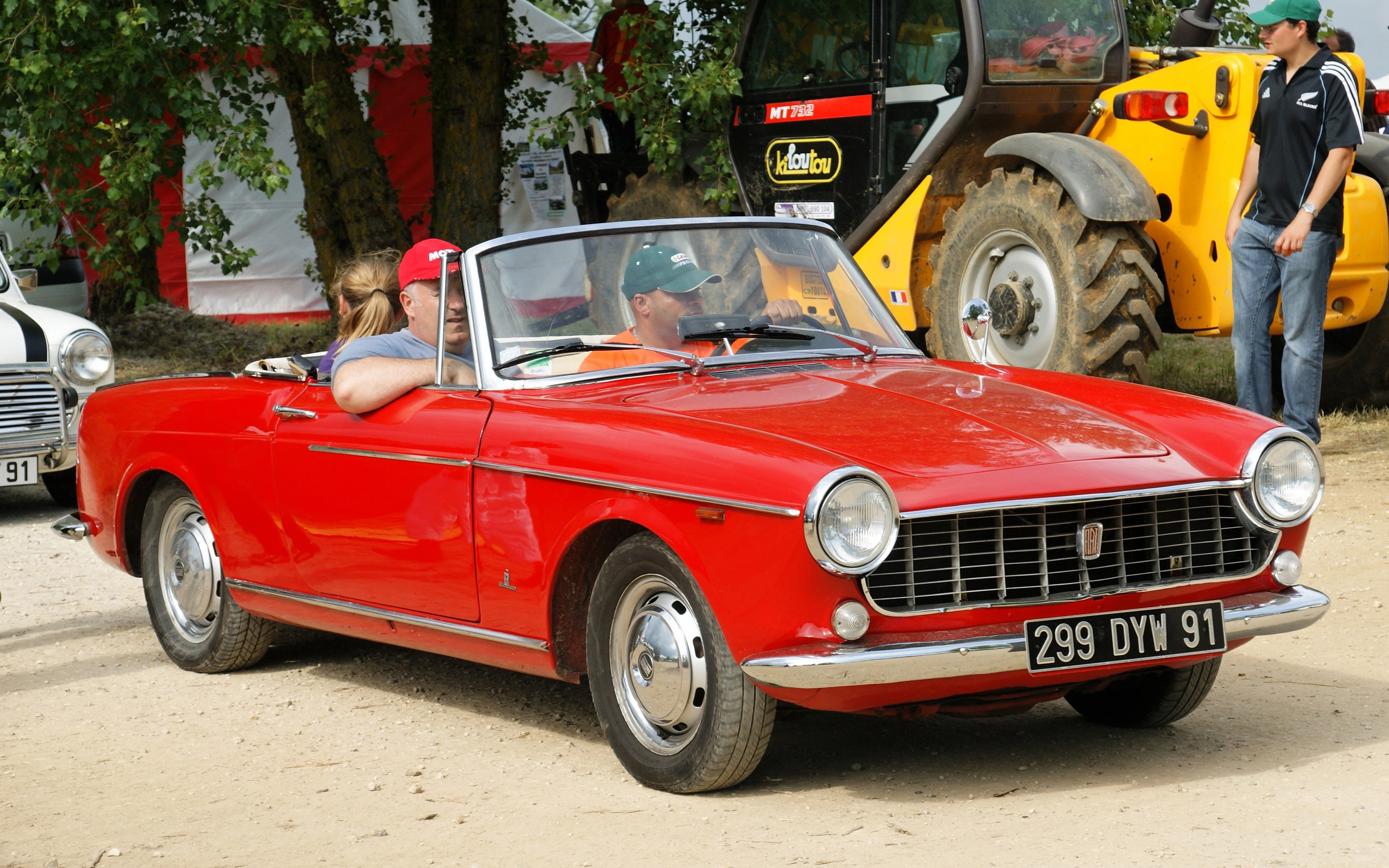
Fiat 1500 Cabrio (1963–1967)
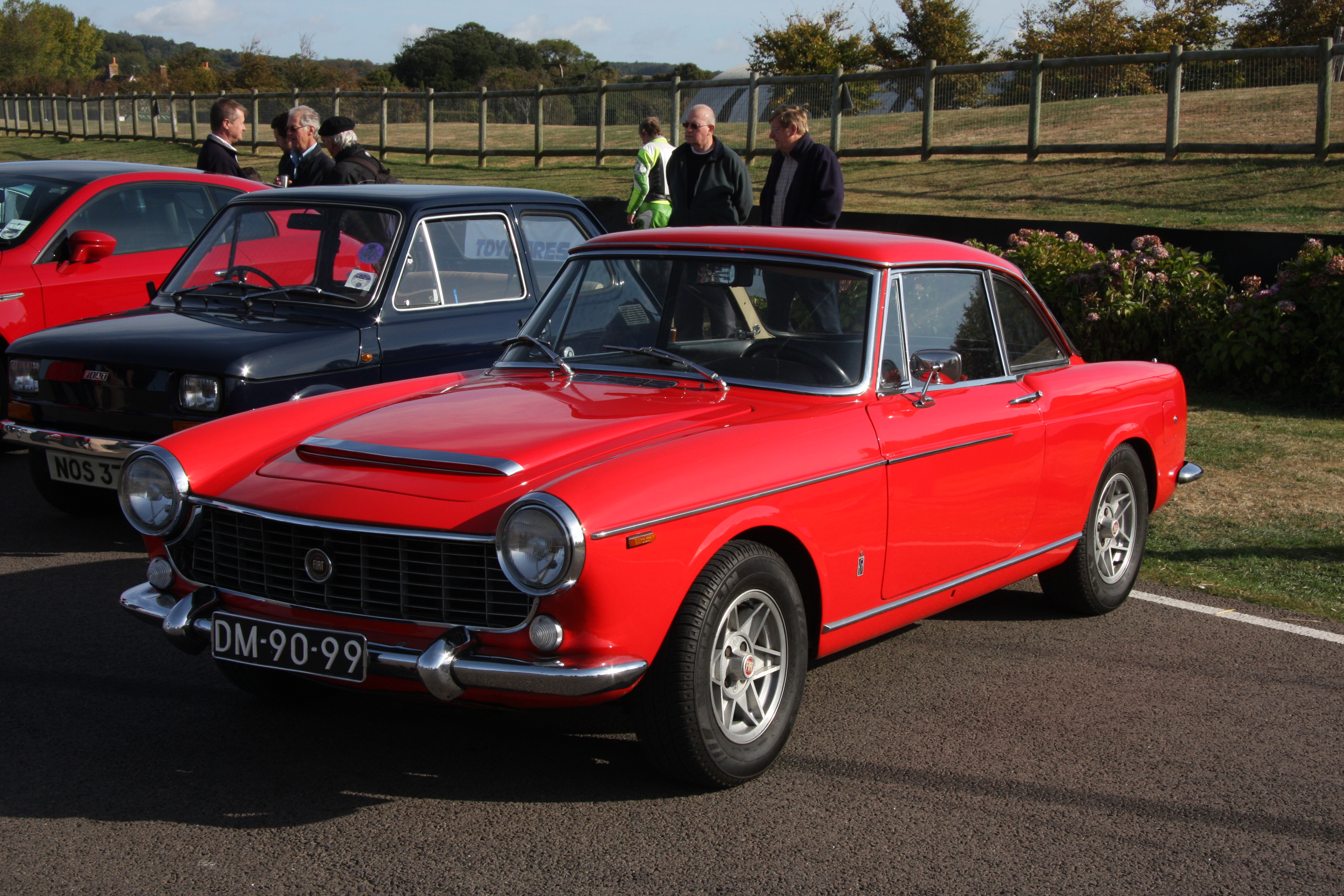
Fiat 1500 Coupé

## Fiat 1500 L (1963–1968)
Anfang 1959 erschienen, als Nachfolger des Fiat 1900, zwei vollkommen neue 6-Zylinder-Fiat-Modelle: Fiat 1800 und Fiat 2100 mit selbsttragender Karosserie in der damals modernen Trapezform als viertürige Limousine. Eine Überarbeitung des 2100 führte 1961 zum Fiat 2300.
Auf Basis dieses Modells gab es ab 1963 ein ursprünglich nur als Taxiversion geplantes Modell namens 1500 L, das die Karosserie des Fiat 1800 mit dem 1,5-Liter-4-Zylinder-Motor (1481 cm³, 67 PS, ab Ende 1964 75 PS) der kleineren 1500er-Modelle kombinierte. 1968 wurde die Produktion eingestellt.
In Spanien wurde dieser Wagen als SEAT 1500 bis 1972 gebaut.

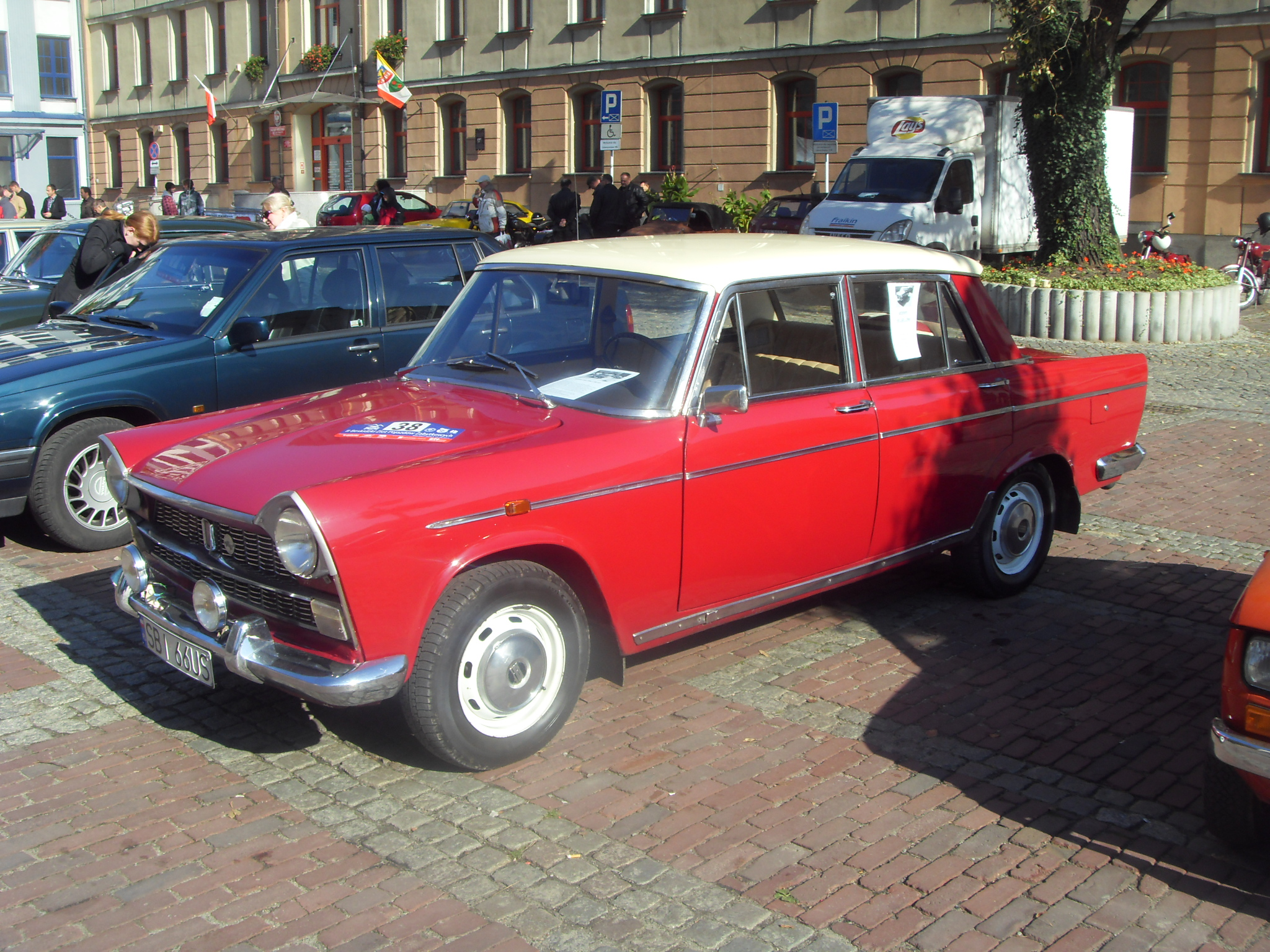
Fiat 1500 L (1963–1968)
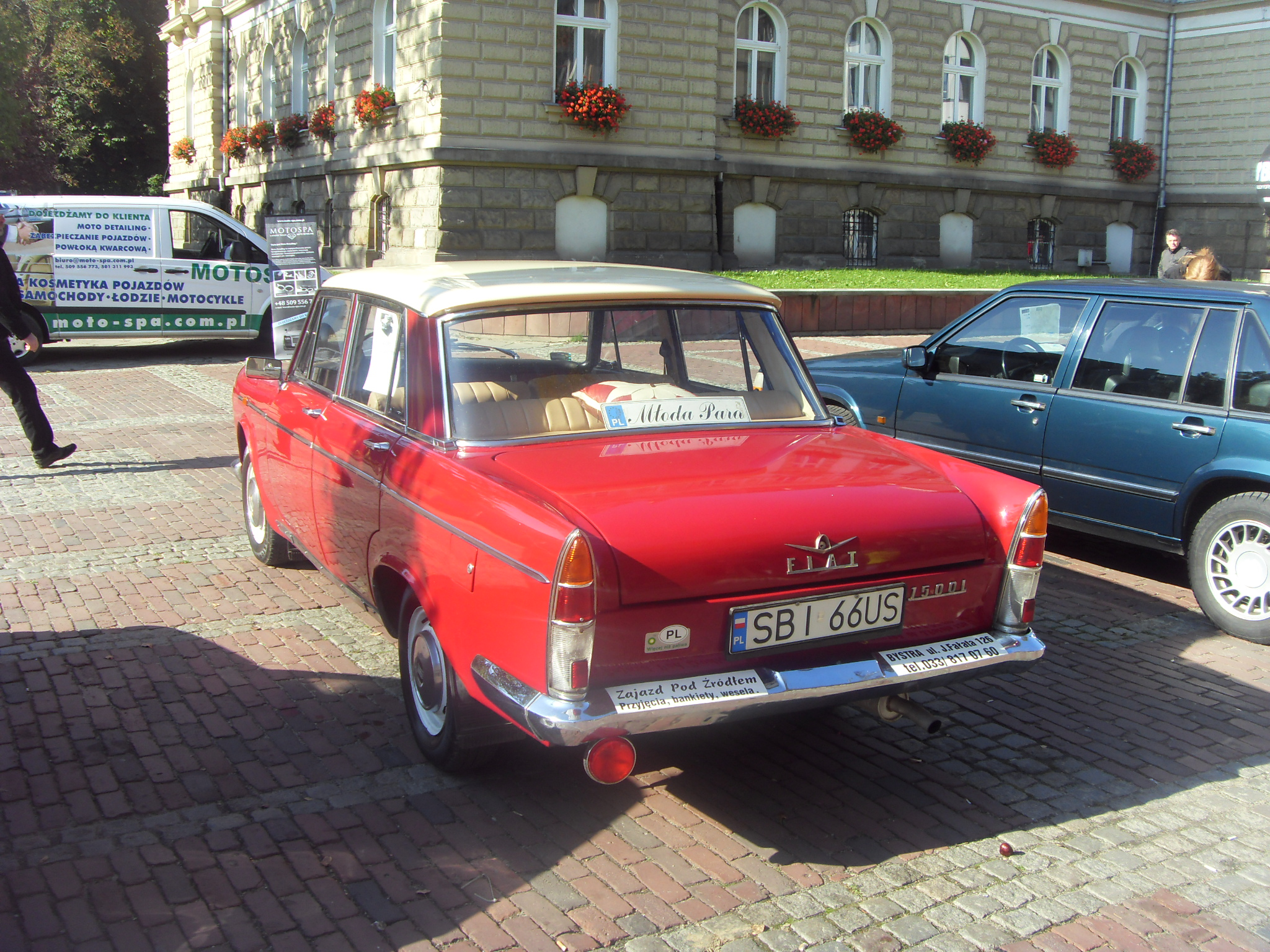
Heck des 1500 L